# Unterer Birnstengel
Unterer Birnstengel ist ein Gemeindeteil der Stadt Münchberg im Landkreis Hof (Oberfranken, Bayern). Unterer Birnstengel liegt in der Gemarkung Straas.

## Geografie
Ein Anliegerweg führt von der Einöde zur Kreisstraße HO 21 bei der Anschlussstelle 36 der Bundesautobahn 9 (0,5 km nördlich) bzw. die A 9 unterquerend nach Biengarten (0,3 km südöstlich).

## Geschichte
Von 1797 bis 1810 unterstand Unterer Birnstengel dem Justiz- und Kammeramt Münchberg. Infolge des Ersten Gemeindeedikts wurde Unterer Birnstengel dem 1812 gebildeten Steuerdistrikt Straas und der zugleich entstanden Ruralgemeinde Straas zugewiesen. Im Zuge der Gebietsreform in Bayern wurde Unterer Birnstengel am 1. Juli 1972 nach Münchberg eingemeindet.

### Einwohnerentwicklung
| Jahr      | 1819  | 1861  | 1871   | 1885   | 1900   | 1925   | 1950   | 1961   | 1970   | 1987  |
| Einwohner | *     | †37   | †49    | †49    | 6      | 4      | 5      | 6      | 8      | 5     |
| Häuser    |       |       |        | †4     | 1      | 1      | 1      | 1      |        | 1     |
| Quelle    | [ 8 ] | [ 9 ] | [ 10 ] | [ 11 ] | [ 12 ] | [ 13 ] | [ 14 ] | [ 15 ] | [ 16 ] | [ 1 ] |

## Religion
Unterer Birnstengel ist bis heute nach  St. Peter und Paul (Münchberg) gepfarrt und evangelisch-lutherisch geprägt.